# 新藤恒男
新藤 恒男（しんどう つねお、1934年6月16日 - 2017年6月15日）は、日本の大蔵官僚、銀行家。

## 経歴
埼玉県所沢市出身。1958年に東京大学法学部を卒業し、同年に大蔵省に入省。主税局調査課に配属。1962年6月に理財局国庫課外債第一係長。
主計局主計企画官、主計局調査課長、主計局主計官（文部、科学技術、文化担当）、関税局企画課長、主税局税制第二課長などを経て、1982年6月に主税局総務課長、1983年6月に関東信越国税局長、1985年6月に大阪国税局長、1986年6月に大臣官房審議官（銀行局担当）、1987年6月に造幣局長を歴任。1988年5月を持って退官し、農林中央金庫専務理事に就任。1992年6月に西日本銀行専務に就任し、1995年6月に副頭取を経て、2000年6月に頭取に就任。2004年10月には西日本シティ銀行頭取に就任し、2006年6月に特別顧問に就任。
2017年6月15日肺炎のために死去。82歳没。